# 推动长江经济带发展领导小组
推动长江经济带发展领导小组，是中华人民共和国国务院成立的国务院议事协调机构，负责推动长江经济带发展。

## 沿革
2013年7月，中共中央总书记习近平在武汉调研时指出，长江流域要加强合作，发挥内河航运作用，把全流域打造成黄金水道。2014年12月，习近平作出批示。2016年1月初，习近平在重庆主持召开推动长江经济带发展座谈会。
2014年9月12日，《国务院关于依托黄金水道推动长江经济带发展的指导意见》（国发〔2014〕39号）发出，该意见的附件是《长江经济带综合立体交通走廊规划（2014—2020年）》。2014年12月，中央经济工作会议提出，要重点实施长江经济带等三大战略，争取2015年有良好开局。长江是中国第一大河流，是货运量居全世界内河第一的黄金水道。长江经济带覆盖九省两市（上海市、江苏省、浙江省、安徽省、江西省、湖北省、湖南省、重庆市、四川省、云南省、贵州省），面积约205万平方公里，人口和生产总值均超全国的40%。
2014年，成立推动长江经济带发展领导小组，并成立领导小组办公室。为贯彻落实中共中央、国务院决策部署，2014年12月底，领导小组办公室会同有关部门和沿江11省市启动《长江经济带发展规划纲要》研究编制工作。2016年，《长江经济带发展规划纲要》印发。
2015年2月6日，推动长江经济带发展工作会议在北京召开，中共中央政治局常委、国务院副总理张高丽主持会议并讲话。
2015年6月9日，国家发展改革委发出《关于建设长江经济带国家级转型升级示范开发区的实施意见》（发改外资〔2015〕1294号）。
2016年，推动长江经济带发展领导小组办公室围绕建立和完善长江经济带11省市协商合作机制，印发了《长江经济带省际协商合作机制总体方案》，并到沿江各省市调研，召开专题座谈会，研究起草长江经济带省际协商合作机制实施意见。
2023年中共二十大之后，中共中央决定将该领导小组并入中央区域协调发展领导小组来统管。中央区域协调发展领导小组办公室设在国家发展改革委。

## 组成人员
| 2014年成立时的组成人员是： 组长 - 张高丽（国务院副总理） 副组长 - 马凯（国务院副总理） - 孙政才（重庆市委书记） - 韩正（上海市委书记） - 杨晶（国务委员兼国务院秘书长） 成员 （不详） | 2018年调整后的组成人员是： 组长 - 韩正（国务院副总理） 副组长 - 李强（上海市委书记） - 陈敏尔（重庆市委书记） - 肖捷（国务委员兼国务院秘书长） - 何立峰（发展改革委主任） 成员 （不详） |

## 办事机构
推动长江经济带发展领导小组的办事机构是推动长江经济带发展领导小组办公室，设在国家发展改革委，具体工作由基础设施发展司（简称基础司）承担。历任办公室主任、副主任是：
| 主任 - 徐绍史（2014年－2017年，发展改革委主任兼） - 何立峰（2017年－，发展改革委主任兼） | 副主任 - 何立峰（2014年－2017年，发展改革委副主任兼） - 胡祖才（2017年－，发展改革委副主任兼） |